# Monumento a Jovellanos (Oviedo)
El monumento a Jovellanos es un homenaje situado en la ciudad de Oviedo, Principado de Asturias, España, dedicado en 1798 por la Junta General del Principado de Asturias al ilustrado español Gaspar Melchor de Jovellanos, natural de dicha región, nacido en Gijón en 1744, en reconocimiento a su dedicación y trabajo en pos del progreso e industrialización de Asturias.
Las trazas del monumento fueron remitidas desde Madrid a la Junta General por el arquitecto Juan de Villanueva. Fue el primer monumento público dedicado a un particular en España. Ha sido trasladado y mutilado hasta en tres ocasiones, pudiéndose contemplar el estado actual del monumento en un rincón lateral del monasterio de San Pelayo de Oviedo, en la actual calle de Jovellanos de dicha ciudad.

## Detalles técnicos
Inscripción epigráfica sobre dos soportes:
- Fondo: Recentior lapis, en castellano: A Jovellanos MDCCXCVIII - MCMXL (Fecha, esta última -1940-, del traslado del monumento a su ubicación actual). Bien conservada.

- Frente (Bajo el fondo): A modo de mausoleo esculpido, hállase látina la inscripción por blasones flanqueada. Por arriba el escudo de España (Castilla y León, de Carlos IV con los borbónicos lises en el centro, coronada), a siniestra el escudo de Asturias (Cruz de la Victoria α,ω) y otro a la diestra, por nos desconocido.

Inscripción sobre piedra, a causa de las humedades, muy oscurecida y deteriorada.

## Transcripción
A/

JOVELLANOS/
MDCCXCVIII/
MCMXL/

GASPARI. MELCHORI. A. JOVE-LLANOS. CLARO. GENERE./
GEGIONE. NATO. NORBAE. CAESAR. ORDIN. EQVITI. MVNIS./

PLVRIB. HISPALI. VRBI. EXPECTAT. OMNIVM. ABSOLVTA. FUN./

CTO. ORATORI. MOSCOVIAM. DESIGN. REG. CATHOL. CONSILIAR./

INTIMO. SVPER. JUSTIT. ET. GRAT. NEGOT. BONOR. OMNIVM./

SIMVL. PLAVSV. SVMMO. PRAEF. CONSTIT. DE. ASTVRICA. GENTE./

OPTVME. MERITO. GEGION. VIA. CARBONAR. QVE. FODINIS. A/

PERT. NOVO. SCIENTIAR. INSTIT. INVENTO. ERECTO. ASTVR./

REI. PVBL. CVRATOR. ORDO. HOC. MONVMENT. EXIMIAE./

VIRTVTI. DEBIT. D.P.P.V. IVENTI. ERIGEND. CVRAVIT. REG./

CAROLO. IIII. A. SAL. (') ') C C X C V I I I // i.e. MDCCXCVIII //